# Jussarupt
Jussarupt és un municipi francès, situat al departament dels Vosges i a la regió del Gran Est. L'any 2007 tenia 288 habitants.

## Demografia

### Població
El 2007 la població de fet de Jussarupt era de 288 persones. Hi havia 116 famílies, de les quals 20 eren unipersonals (8 homes vivint sols i 12 dones vivint soles), 52 parelles sense fills, 36 parelles amb fills i 8 famílies monoparentals amb fills.
La població ha evolucionat segons el següent gràfic:
Habitants censats

### Habitatges
El 2007 hi havia 157 habitatges, 120 eren l'habitatge principal de la família, 28 eren segones residències i 9 estaven desocupats. 140 eren cases i 13 eren apartaments. Dels 120 habitatges principals, 101 estaven ocupats pels seus propietaris, 15 estaven llogats i ocupats pels llogaters i 4 estaven cedits a títol gratuït; 1 tenia una cambra, 2 en tenien dues, 9 en tenien tres, 16 en tenien quatre i 92 en tenien cinc o més. 105 habitatges disposaven pel capbaix d'una plaça de pàrquing. A 50 habitatges hi havia un automòbil i a 54 n'hi havia dos o més.

### Piràmide de població
La piràmide de població per edats i sexe el 2009 era:
| Homes | Edats   | Dones |
| ----- | ------- | ----- |
| 0     | 95 o +  | 0     |
| 4     | 90 a 94 | 0     |
| 0     | 85 a 89 | 4     |
| 0     | 80 a 84 | 0     |
| 0     | 75 a 79 | 12    |
| 12    | 70 a 74 | 8     |
| 16    | 65 a 69 | 8     |
| 8     | 60 a 64 | 20    |
| 4     | 55 a 59 | 4     |
| 20    | 50 a 54 | 8     |
| 4     | 45 a 49 | 12    |
| 12    | 40 a 44 | 8     |
| 4     | 35 a 39 | 4     |
| 8     | 30 a 34 | 4     |
| 8     | 25 a 29 | 4     |
| 4     | 20 a 24 | 8     |
| 20    | 15 a 19 | 4     |
| 4     | 10 a 14 | 12    |
| 4     | 5 a 9   | 0     |
| 12    | 0 a 4   | 8     |

## Economia
El 2007 la població en edat de treballar era de 174 persones, 111 eren actives i 63 eren inactives. De les 111 persones actives 98 estaven ocupades (53 homes i 45 dones) i 13 estaven aturades (7 homes i 6 dones). De les 63 persones inactives 31 estaven jubilades, 15 estaven estudiant i 17 estaven classificades com a «altres inactius».

### Ingressos
El 2009 a Jussarupt hi havia 120 unitats fiscals que integraven 290 persones, la mediana anual d'ingressos fiscals per persona era de 15.624 €.

### Activitats econòmiques
Dels 6 establiments que hi havia el 2007, 1 era d'una empresa alimentària, 3 d'empreses de fabricació d'altres productes industrials, 1 d'una empresa de comerç i reparació d'automòbils i 1 d'una empresa immobiliària.
L'any 2000 a Jussarupt hi havia 6 explotacions agrícoles.

## Equipaments sanitaris i escolars
El 2009 hi havia una escola elemental integrada dins d'un grup escolar amb les comunes properes formant una escola dispersa.

## Poblacions més properes
El següent diagrama mostra les poblacions més properes.